# 流星のロックマン 電波変換! オン・エア!
『流星のロックマン 電波変換! オン・エア!』（りゅうせいのロックマン でんぱへんかん! オン・エア）とは、2007年3月15日にカプコンとの協力の元、XaviXとの協力も得てタカラトミーより発売された体感ゲームである。タカラトミーの体感ゲームシリーズ『テレビで遊び隊』の一つ。

## 概要
流星のロックマンの番外作品。流星のロックマンの登場キャラクターがゲームの解説を行う場合がある。戦闘は前視点による撃ち合いになる。戦闘開始時にロックマンシリーズではおなじみのWARNINGという文字が現れる。スターフォースの必殺技もある条件を満たすことで使用可能になる。
難易度は「やさしい」「ふつう」「むずかしい」の三段階あり、ミニゲーム、フリーバトル開始時に選択できる。

## コントローラー

### 形状
ロックマンの装備武器であるロックバスターの形をしたコントローラーを片手に持って、テレビに向かってボタンを押しながら操作していく。

### 操作法
コントローラーの持ち方によってプレイヤーキャラを操作する場合もある。
ガード
腕を直角に曲げると発動する。敵の攻撃をシールドでガードする。
左右に倒す
腕を直角に曲げで左右に振ると発動する。
斬る
腕をすばやく振ると発動する。近くの敵をソード系の武器で攻撃する。
撃つ
前方にしっかりと腕を伸ばすと発動する。遠距離の敵をショット系の武器で攻撃する。

## ゲームモード
ミニゲーム
ウイルスシューティング
遠距離の電波ウイルスをロックバスターで狙い撃ちしていくミニゲーム。プレイヤーに体力は設定されておらず、特定の電波ウイルスを制限時間内に規定数以上倒していくことが目的となる。
スラッシュソード
前方に迫ってくるの電波ウイルスをソードで攻撃していくミニゲーム。プレイヤーに体力は設定されておらず、特定の電波ウイルスを制限時間内に規定数以上倒していくことが目的となる。
ガード&ガード
敵の攻撃をひたすらガードしていくミニゲーム。プレイヤーに体力が設定されているため、制限時間が切れるまでに体力はある程度維持することが目的となる。
オックス・ファイアとパワーバトル
コントローラーを左右に動かしながらオックス・ファイアと腕相撲をする。
キグナス・ウィング バトルラン
キグナス・ウィングを追いかけながら障害物もよけながらゴールを目指していく。
終盤になるとキグナス・ウィングが攻撃を仕掛けてくる。
障害物は触れてもダメージはないがタイムロスになり制限時間にかかわることになる。
ハープ・ノート♪サウンド
右から流れてくる腕の形のアイコンが特定の位置にきたら、プレイヤーは表された腕の形でその腕の形のアイコンを消滅させていく。

フリーバトル
さまざまな武器を駆使して、オックス・ファイアとキグナス・ウィングとハープ・ノート、そして最終ボスのアンドロメダとの戦闘をする。
ステータス
ロックマンの装備を確認できる。
ショット
基本武器のロックバスターのように、遠距離にいる敵を攻撃できる。
ソード
基本武器のソードのように近くの敵を攻撃できる。
リカバリー
瀕死状態のロックマンの体力を回復できる。
ボム
ターゲットとの間を跳び越して攻撃できる。
アタック
武器の威力を上げる。
マヒ
攻撃を当てた敵をまれにマヒさせる。

ハイスコア
ミニゲームで取ったスコアが表示される。スコアは難易度別に表示される。
オプション
利き腕を右利きか左利きかに変更できる。